# Stenodyneriellus wickwari
Stenodyneriellus wickwari är en stekelart som först beskrevs av Edmund Meade-Waldo 1911.
Stenodyneriellus wickwari ingår i släktet Stenodyneriellus och familjen Eumenidae. Inga underarter finns listade i Catalogue of Life.